# Campeonato Mundial Feminino de Xadrez de 2011

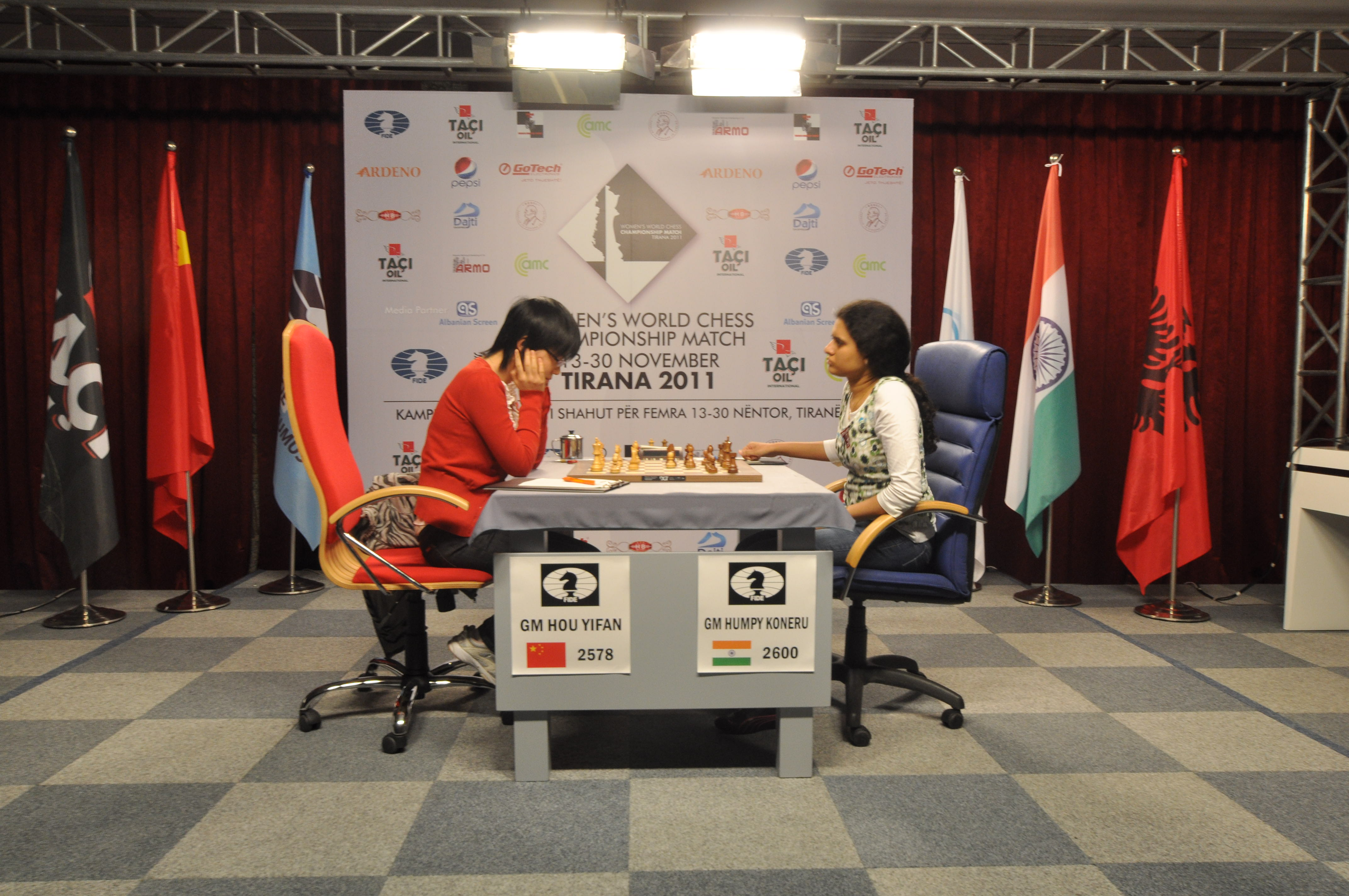
Women's World Chess Championship, Tirana 2011

O Campeonato Mundial Feminino de Xadrez  de 2011 foi a 34ª edição da competição, organizada pela FIDE e disputada pela campeã e uma desafiante, determinada no FIDE Grand Prix. A disputa foi realizada de 13 a 30 de novembro e a então campeã Hou Yifan reteve o título contra a desafiante Koneru Humpy por 5½ - 2½. ao derrotar a desafiante Koneru Humpy by 5½ - 2½.